# 熟山竜一
熟山竜一（みのりやま りゅういち、1978年5月29日-）は、日本のプロボクサー。元日本バンタム級1位。元東洋太平洋バンタム級2位。通算戦績30戦20勝（8KO）7敗3分。

## 略歴

### 幼少期
JM加古川ジムの長男で幼少の頃より父の手ほどきを受けボクシングを始める。西岡利晃（後にWBC世界スーパーバンタム級名誉王者）と共に汗を流し将来の世界王者と嘱望される。
中学生の時にWBC世界フライ級王者の勇利アルバチャコフとのスパーリングでは、中学生ながら勇利から鼻血を出させ本気になった勇利が「もう1ラウンドやろう」と申し出をしてきた逸話を持つ。
中学校の部活ではバレー部に所属していた。
（以上、出典：）

### 高校時代
西宮西高等学校（現・西宮香風高校）にて1年生ながらインターハイベスト8まで残るものの、ナックルを返さないパンチ（アマチュアルールでは違反）が目立ち反則負けとなる。高校の後輩に元WBA女子世界ミニマム級王者多田悦子がいる。
高校2年生時にインターハイフライ級で優勝。その後、東アジア競技大会に出場。この大会を最後に、ボクシングから遠ざかりグローブを置く。阪神大震災直後で、現場作業の仕事が溢れていた神戸で熟山は鉄筋屋として働き、ボクシングとはまた違った充実感を味わう日々を過ごす。
高校卒業後は、ボクシングの名門・東京農業大学からの熱心なスカウトにより進学を決意。上京した熟山は、東京での夜の世界に憧れを持ってしまいホストに転向。東京農業大学を中退した熟山は神戸でホストとして人生を謳歌する。
（以上、出典：）

### プロデビュー
ホストとしてそこそこ成功していた熟山だが、幼少期からの付き合いがある西岡利晃の活躍に刺激を受け再びボクシングの世界に身を置く事を決意。この時、ボクシングから離れてすでに4年の歳月が経っていた。1999年8月末ホストを辞めた熟山はプロデビューに向け地元加古川に戻る。
1999年11月神戸チキンジョージにてプロデビュー。（同日同会場では長谷川穂積もプロデビュー）結果は1ラウンド20秒でのKO勝ちで、プロボクサー人生の幕を開けた。1999年12月高砂市総合体育館でプロ2戦目をまたも1ラウンドKOで勝利。2000年1月にはフィリピンのリングにも上がった。
デビューから1ヶ月ペースというハイペースで試合をこなし、2000年4月西日本新人王トーナメントに参加。2000年9月には西日本新人王決勝にまで上がってきた。決勝戦の相手は千里馬神戸の長谷川穂積かと予想されていたが、その長谷川を準決勝で下した竹田津孝が相手となった。
2000年9月竹田津孝を判定で下し西日本新人王となった熟山は西軍代表戦を制し、2000年12月16日後楽園ホールにて全日本新人王決定戦を判定勝利で獲得。
2000年バンタム級新人王獲得と同時に日本バンタム級10位にランクイン。
ホストを辞めてからわずか1年4ヶ月で日本ランキング入りを果たした。
（以上、出典：）

### 戦歴
- 全日本新人王となった熟山は、2001年1月フィリピン王者ジョエルアビラを判定で下し[4] 、2001年3月には海外でのリングにあがった[5]。
- 2001年6月にタイ国王者のヨドシン・チュワタナを1ラウンドKOで下し、東洋太平洋タイトルへの切符を手に入れた。
- 2001年9月23日高砂市総合体育館にて東洋太平洋バンタム級タイトルマッチに挑戦。
- 王者は世界ランキング2位で6度防衛中のジェス・マーカ。
  - 試合は終始マーカペースだったが、9ラウンド熟山の右アッパーで王者がロープ際まで吹っ飛ばされる。
  - しかし、熟山は活路を見出せず判定負けとなった。

（以上、出典：）
- 2001年12月。チャンピオンカーニバルへの参加が決定した熟山は、再起戦兼日本タイトルマッチ前哨戦を行う。
  - 相手は、アマチュア世界ユース選手権銅メダリストのサーシャ・バクティン。
  - 1ラウンド、サーシャの速射砲のジャブに右クロスカウンターを決めた熟山がサーシャからダウン（サーシャはプロアマ通じて初のダウン）を奪う。
  - しかし、この回KOを逃した熟山は結局判定でサーシャに敗れてしまう。

（以上、出典： ）
- 2002年2月25日。日本バンタム級タイトルマッチ。（読売テレビで放送）
  - 相手の仲宣明は【尼崎のKOキング】と呼ばれ4度防衛中の世界ランク8位無敗の日本王者である。
  - 試合は、熟山がスピードとカウンター、ボディブローで仲を圧倒。
  - しかし、判定は熟山優勢の引き分けとなり、結果、仲の引き分け防衛でタイトルの移動はなかった。

（以上、出典：）
- 2002年5月26日。日本バンタム級タイトルマッチ。遺恨を残した前回のタイトルマッチは即再戦となる。しかし、偶然のバッティングにより4回途中でドクターストップ。またしても、王者仲の引き分け防衛となった：[9]
- 2002年7月に韓国ランカーを1ラウンドでKOし再起を飾った熟山は、2002年10月神戸サンボーホールにて千里馬神戸・長谷川穂積との一戦を迎える。
  - マニアの間では関西三羽ガラス（熟山・長谷川・小島英次）と呼ばれた者同士の一戦は、両者、クリーンヒットを許さない展開。しばしの静寂が解けたのは第3ラウンド。長谷川のカウンターにより熟山がダウン（プロアマ通じて初のダウン）。
  - 中盤、熟山のボディ攻勢で長谷川の体がくの字に折れる場面も目立ち始めた中、熟山は7回にもダウンを奪われ判定負けを喫する。（長谷川はこの試合で一気に知名度を上げた。）

（以上、出典：）
- 2002年12月にフィリピン王者・ジャニーリアに判定勝利[11]
- 2003年3月に日本ランク2位・福山登を9ラウンドKOで下す[12]
- 2003年6月にタイ国王者・ノラシンに判定勝利。（読売テレビで放送）[13]
- 2003年9月に後のIBF世界上位ランカーのマイケル・ドミンゴに判定勝利。[14]
- 長谷川戦後、強豪を撃破していった熟山は2004年のチャンピオンカーニバル出場を決める。[15]
- 最強挑戦者となった熟山は2004年3月15日後楽園ホールにて日本バンタム級タイトルマッチに挑む。（TBS・MBSで放送）
  - 相手は、世界王者クラスの実力を持つと言われる日本王者サーシャ・バクティン。
  - 試合開始から、サーシャの高速ジャブ・高速フックを巧みにスウェーで避けパンチを返す熟山。
  - 右ストレートと左ボディフックを上下に散らす熟山に対し、足と上半身を使って捌くサーシャ。
  - 試合が動いたのは4ラウンド。熟山の連続ボディーブローにサーシャは苦悶の表情を浮かべる。
  - 第7ラウンド、またしても熟山のボディブローで腰を落としたサーシャに左フックを打ち込む。完全に効いたサーシャはクリンチに出るが、熟山はなりふり構わずパンチを打ち続ける。しかし、ここでラウンド終了のゴング。
  - クリーンヒットの数こそ熟山が上回ったものの、全ラウンドを通じて、サーシャの手数が多かった為、判定敗けを喫する。（TV解説を務めた元WBA世界ミドル級王者竹原慎二は試合終了のゴング後「これは、どちらが勝ったのか分からないですよ」と発言。）
  - しかし、この試合で評価を上げた熟山（元WBA世界ライト級王者の畑山隆則は「日本王者になれる実力がある。日本にサーシャとテクニックで互角以上に渡り合えるボクサーがいるとは思わなかった。」サーシャのトレーナー・アレクサンドル・ジミンは「間違いなく国内でナンバーワンボクサー」と評価している）

（以上、出典： ）
- 2004年6月フィリピン王者のレイナルド・トレボを判定で下し、再起を飾った熟山は2004年A級賞金トーナメントに出場する。[16]
- 2004年11月。A級賞金トーナメント決勝まで駒を進めた熟山は、1ラウンドKO勝利で見事優勝。大会MVPも獲得。2005年チャンピオンカーニバルへの出場を決めた。[16]
- 2005年2月21日、後楽園ホール。2年連続で最強挑戦者となった熟山が挑む相手はまたしても。サーシャ・バクティン（TBS・MBSで放送）
  - 周囲からは「他のタイトルに挑戦した方が良い」と言われながらも、熟山は「サーシャが持っている日本タイトルは価値がある。アイツに勝ったら世界が見える」との信念を下に、三度サーシャに挑戦する事を表明。
  - 一方、サーシャも「ミノリヤマとの試合は楽しみ。日本に来て唯一ボクシングが出来る選手と出会った。」と戦前に語っている。
  - しかし、三度目の試合はスピードパワーが増したサーシャに手も足も出ず完敗。
  - 本人曰く「バケモンや。あれはバケモンや」と試合の感想を述べている。
  - この試合の解説でもある畑山は「もうサーシャは返上した方が良い。他の選手が気の毒だ」とコメント。
  - 熟山竜一はこの試合後、数戦して引退を決意。

（以上、出典： ）

### 引退後
引退後は加古川市でアマチュアジムを設立し、WBO女子世界アトム級王者岩川美花を指導したこともある。

## 人物
- 中学生・高校生時代はやんちゃ坊主であり、地元の不良で彼を知らない人間は居ない程である。反面、礼儀正しく謙虚な姿勢から記者受けは良く、敗戦直後のインタビューでも絶対に言い訳をせずに答えてくれる。
- WBC世界スーパーフライ級王者徳山昌守のスパーリングパートナーを務め、世界戦の前には金沢ジムまで稽古に行っていた。
- 基本的に、他のボクサーとの交流は好まず、特に近隣階級の選手とはいつ対戦するか分からないので、コミュニケーションを図ることは控えていた。
- 父親の「ボクシングというのは強い者とやらなければ強くならない」の信念を体感した一人でもある。

（以上、出典：）

## タイトル戦績
獲得タイトル
- 1995年インターハイフライ級王者
- 2000年全日本バンタム級新人王
- 2004年A級賞金トーナメントMVP

### 王座挑戦
2001年9月23日
- 東洋太平洋バンタム級タイトルマッチ（高砂市立総合体育館）
- 王者・ジェス・マーカ●判定敗

2002年2月25日
- 日本バンタム級タイトルマッチ（大阪府立体育会館）
- 王者・仲宣明△引き分け

2002年5月26日
- 日本バンタム級タイトルマッチ（尼崎アルカイックホール）
- 王者・仲宣明△引き分け（王者の負傷によるドクターストップ）

2004年3月15日
- 日本バンタム級タイトルマッチ（後楽園ホール）
- 王者・サーシャ・バクティン●判定敗

2005年2月21日
- 日本バンタム級タイトルマッチ（後楽園ホール）
- 王者・サーシャ・バクティン●判定敗

（以上、出典：）